# 배꼽동맥
배꼽동맥(umbilical artery), 제동맥(臍動脈) 또는 제대동맥(臍帯動脈)은 복부와 골반 부위에서 발견되는 태아와 태반을 연결하는 동맥이다. 태아에서는 탯줄의 내부에 있다.

## 구조

### 발생기 구조
배꼽동맥은 태아로부터 태반으로 산소가 부족한 정맥혈을 운반한다. 산소가 부족한 정맥혈이지만 이 혈액은 태아 온몸순환의 동맥에서 나오는 혈액으로, 다른 태아 조직에 분배된 혈액과 같은 양의 산소와 영양분을 포함하고 있다. 탯줄에는 하나의 배꼽정맥과 두 개의 배꼽동맥이 함께 존재한다. 두 배꼽동맥은 방광을 둘러싸며 태아의 몸에서 산소가 부족한 혈액을 태반으로 운반한다. 태반 안에서 두 배꼽동맥은 대략 탯줄이 닿는 곳에서 5mm 정도 떨어지는 지점에서 연결된다. 그 후 배꼽동맥은 융모막동맥(chorionic arteries 또는 intraplacental fetal arteries)으로 갈라진다.
배꼽동맥은 속엉덩동맥 앞갈래의 가지이다. 태아의 다리에 혈액을 공급하는 역할을 한다.
인체에서 산소가 부족한 혈액을 운반하는 두 종류의 동맥 중 하나로, 다른 하나는 허파동맥이다.
배꼽동맥의 혈압은 대략 50mmHg이다. 발생이 진행되며 혈관은 넓어지고 혈류 저항은 감소한다.

### 발생 이후
출생 이후 배꼽동맥은 퇴화한다. 일부는 없어져 안쪽배꼽인대(요막관이 퇴화하고 남은 구조물인 정중배꼽인대와 혼동하지 않도록 주의해야 한다.)가 된다. 또 다른 일부는 속엉덩동맥의 앞갈래 가지로 남아 열린 상태로 존재하며, 골반에 위치하여 위방광동맥을 낸다. 남성의 경우 정관동맥도 낸다. 일부 사람들에서는 정관동맥에 아래방광동맥에서 나올 수 있다.

## 임상적 중요성
심각하게 아픈 아기의 배꼽동맥 중 하나에 카테터를 삽입해 혈액 검사를 위한 정맥천자를 시행할 수 있다. 이런 방식은 신생아 집중치료실에서 흔히 시행되는 처치로, 배꼽동맥이 빠르게 쇠퇴하기 시작하는 출생 이후 2주 정도까지 종종 수행할 수 있다. 약물을 주입하는 데에는 적합하지 않다.

## 같이 보기
- 단일 제대 동맥(Single umbilical artery)